# Stiftung Hänsel und Gretel
Die Deutsche Kinderschutzstiftung Hänsel+Gretel (bis 2019 Stiftung Hänsel + Gretel) ist eine deutsche Stiftung mit Sitz in Karlsruhe. Sie initiiert und fördert seit 1997 Kinderschutzprojekte, die dem mittelbaren und unmittelbaren Schutz von Kindern vor Gewalt und Missbrauch dienen. Anstoß zur Gründung waren prominent gewordene Fälle von Kindesmissbrauch im Zusammenhang mit der belgischen Dutroux-Affaire 1996. Die Deutsche Kinderschutzstiftung Hänsel+Gretel fördert Kinderbewusstsein in Deutschland, schützt Kinder vor Gewalt und Missbrauch, hilft kindlichen Opfern und deren Familien und sorgt für mehr Aufmerksamkeit für Kinder, damit diese nicht verloren gehen. Seit Gründung wurden über 520 Projekte zur Verbesserung der Lebenswelt von Kindern umgesetzt. Die Stiftung wird seit 1999 vom Deutschen Zentralinstitut für soziale Fragen (DZI) überprüft und trägt seitdem das DZI Spenden-Siegel. Die Stiftung erreicht mit ihren Projekten jährlich mehrere zehntausend Kinder und ermöglicht zahlreichen Schulen, Kindergärten sowie Eltern und Fachleuten, Kinder besser auf die Herausforderungen des Alltags und seine Gefahren vorzubereiten. Die bundesweiten und fachlich anerkannten Stiftungsprojekte tragen zur Persönlichkeitsentwicklung, dem Schutz und der Stärkung von Kindern bei.

## Schirmherrschaft, Gremien und Unterstützer
Die Stiftung steht unter der Schirmherrschaft des ehemaligen EU-Kommissars und baden-württembergischen Ministerpräsidenten a. D. Günther H. Oettinger. Der Vorstand besteht aus: Ministerialdirigent a. D. Günter Mächtle (Vorsitz), Sozialministerin a. D. Barbara Schäfer-Wiegand (Ehrenvorsitzende), Thomas Knapp, Gerhard Meier-Röhn und Heike Drechsler. Im Beirat: Annette van Echelpoel, Gerhard Segmiller, Dirk Notheis. Im Stiftungsrat: u. a. Jörg M. Fegert, Klaus M. Beier, Adolf Gallwitz, Klaus Schroth, Rosely Schweizer, Sebastian Turner
Sie wird unterstützt durch prominente Persönlichkeiten wie die Band Glasperlenspiel, Ludwig Trepte, Florian Stetter, Katharina Schüttler, Ross Anthony Catterall, Murat Topal, Axel Schulz, Eva Luise Köhler, Brigitte Zypries, Sophie Schütt, Dorkas Kiefer, Tanja Szewczenko oder Ulli Potofski. Angela Merkel, Otto Schily, Peter Hahne, Marlene Marlow, Dieter Hundt, Eva Luise Köhler trugen neben vielen anderen zur Hänsel+Gretel Märchenlesung am Berliner Reichstag bei.

## Projekte
Vielfache Projekte werden – häufig gemeinsam mit Partnern – bundesweit umgesetzt und verbreitet.
„Notinsel“: Schutz und Hilfe für Kinder im öffentlichen Raum. Mit dem Notinsel-Zeichen hat die Deutsche Kinderschutzstiftung Hänsel+Gretel bundesweit das Zeichen geschaffen, das Kindern sichere Zufluchtsorte bietet.
„Kulturlotsen“: Kindern durch Kultur Selbstwertgefühl geben. Gemeinsam mit dem Staatstheater Karlsruhe, ermöglicht man Kindern, die sonst keinerlei Berührungspunkte mit der Vielfalt der Kultur haben, gemeinsam mit einem Kulturlotsen eine neue Welt kennenzulernen. Dadurch soll ihre eigene Persönlichkeit gestärkt werden.
„Kindgerechte Video-Anhörungszimmer“: Damit Kinder nicht mehrfach aussagen müssen. „Mutti, hier ist es ja schlimmer als im Krankenhaus“. Diese Aussage eines sexuell missbrauchten Mädchens umschreibt die kalte und unfreundliche Atmosphäre in vielen deutschen Verhörräumen, die Anlass für dieses Projekt war.
„Kein Täter werden“: Neue Wege, um sexuellen Missbrauch zu verhindern. Das weltweit erste und von der Bundesregierung unterstützte Präventionsprojekt das Männern, die auf Kinder gerichtete sexuelle Fantasien haben die Möglichkeit der Therapie gibt. Die Projektleitung hat Klaus M. Beier an der Charité Berlin.
„Kinderschutzsystem“: Prävention von sexuellem Missbrauch im Sportverein. Der Einsatz eines Dreier-Teams (Trainer, Elternteil und Kind) sollen den Sport im Verein sicherer machen. Das Projekt Kinderschutzsystem wurde gemeinsam mit AMYNA e.V. für den Schutz vor sexuellem Missbrauch in Sportvereinen entwickelt.
„Echt Klasse“: Kinder starkmachen und vor Missbrauch schützen. Die Grundschulausstellung „Echt Klasse!“ wendet sich an Grundschulen und 5./6. Klassen. Die Kinder erlernen und trainieren die wichtigsten Präventions-prinzipien u. a. lernen sie spielerisch „NEIN“ zu sagen.
„Starke Kinder Kiste“: Gewaltprävention in der Kita. Die „Starke Kinder Kiste“ und das „Echte Schätze Präventionsprogramm“ ermöglicht Kindertagesstätten die frühe Präventionsarbeit. Die Kinder lernen, den allergrößten Schatz zu behüten und zu schützen: Sich selbst.
„Echt Krass“: Wo hört der Spaß auf? Jugendliche und sexuelle Gewalt. Die Ausstellung richtet sich an Jugendliche, Lehr- und Fachkräfte sowie Eltern. Sie gibt Informationen über sexualisierte Gewalt und deren Erscheinungsformen. Sie informiert über das Recht auf Schutz und Hilfe, eröffnet Handlungsalternativen und Auswege aus der Gewalt und stärkt so die soziale Kompetenz.
„Kein Kinderspiel“: Damit Kinder lernen Nein zu sagen. Durch kindgerechte Aufklärung und das Erlernen von Gegenstrategien können sich Kinder besser gegenüber böswilligen Erwachsenen behaupten. Das Präventionstheaterstück der Polizei Berlin in Kooperation mit Hänsel+Gretel bezieht ältere Kinder als Schauspieler ein um jungen Kindern die wichtigen Präventionsprinzipien auf Augenhöhe zu vermitteln.